# Деалу Маре (Ботошани)
Деалу Маре (рум. Dealu Mare) насеље је у Румунији у округу Ботошани у општини Дорохој. Oпштина се налази на надморској висини од 226 m.

## Становништво
Према подацима из 2002. године у насељу је живело 438 становника, од којих су сви румунске националности.